# Братченко, Борис Фёдорович

Могила Братченко на Троекуровском кладбище Москвы.

Бори́с Фёдорович Бра́тченко (9 ноября 1912, Армавир, Кубанская область — 2 октября 2004, Москва) — советский партийный и государственный деятель, Герой Социалистического Труда (1982), заместитель председателя Совета Министров Казахской ССР, Министр угольной промышленности СССР (1965—1985).

## Биография
Родился 26 сентября (9 октября) 1912 года в Армавире (ныне Краснодарский край) в семье потомка казака -переселенца из станицы Никольской Азовского войска.
В 1930 году поступил в Московскую горную академию, но после разделения её в том же году на шесть вузов был переведён в Московский горный институт (сейчас — Горный институт НИТУ «МИСиС»).
В 1935 году окончил МГИ по специальности горный инженер-экономист.
С 1935 года — помощник начальника участка, начальник участка шахты треста «Кизелуголь» (Пермская область).
С 1936 года — в тресте «Шахтантрацит» комбината «Ростовуголь»:
- инженер технического отдела треста,
- помощник главного инженера треста (с 1938 года),
- главный инженер треста (с 1940 года),
- начальник шахты треста (с 1942 года).

В 1942 году — районный инженер производственного отдела Наркомата угольной промышленности СССР.
С 1942 года — помощник заведующего секретариатом Управления делами Совета Народных Комиссаров СССР.
С 1943 года — начальник шахты.
С 1945 года — главный инженер треста «Шахтантрацит».
С 1949 года — главный инженер комбината «Карагандауголь».
С 1953 года — заместитель министра угольной промышленности СССР.
С 1957 года — председатель Каменского совнархоза.
В 1958 году — первый заместитель председателя Ростовского совнархоза.
С 1958 года — начальник отдела угольной, торфяной и сланцевой промышленности Госплана СССР.
С 1959 года — председатель Карагандинского совнархоза.
С 1961 года — заместитель Председателя Совета Министров Казахской ССР, председатель Госплана Казахской ССР.
С сентября 1965 года — Министр угольной промышленности СССР.
Депутат Совета Союза ВС СССР 6—11-го созывов от Кемеровской области.
Член ВКП(б) с 1940 года.
Член ЦК КПСС в 1971—1986 годах (кандидат в 1966—1971 годах).
С декабря 1985 года — персональный пенсионер союзного значения.
Умер 2 октября 2004 года. Похоронен в Москве на Троекуровском кладбище.

## Награды
- Герой Социалистического Труда (1982);
- четырежды орден Ленина (1948, 1966, 1971, 1982);
- орден Октябрьской революции (1976);
- орден Трудового Красного Знамени (1956);
- медали;
- Сталинская премия 3-й степени (1949) — за разработку и внедрение в угольную промышленность мощных врубовых машин;
- Почётный работник угольной промышленности (1995);
- знак «Шахтёрская слава» 1—3-й степеней.

За большой вклад в развитие угольной промышленности и многолетний добросовестный труд Борису Фёдоровичу Братченко накануне его 90-летия объявлена благодарность от Президента Российской Федерации В. В. Путина.